# Ex-Libris Portugueses

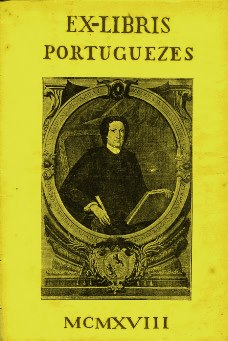
Ex-Libris Portugueses

Ex Libris Portugueses, revista ilustrada com estampas, contendo divisas de bibliófilos, bibliotecas e Instituições. 
Fundada por A. J. Tavares e Amadeu de Castro e Sola, Conde de Castro e Sola e editada em vários volumes por A. J. Tavares  1916 — 1927. 

## Historial
Revista heráldica ilustrada, fundada em 1916, para divulgação da heráldica portuguesa associada em especial à bibliofilia, com várias reproduções de Ex Libris, super-livros, divisas, assinaturas e respectivas notas explicativas.  
Publicada entre 1916 e 1927, com tiragem de 200 exemplares, por volume, para divulgação e estudo da Genealogia e Heráldica Portuguesa.
Revista sob a direcção de Amadeu de Castro e Sola e Henrique de Campos Ferreira Lima e com colaboração dos Senhores: Conde de Azevedo, Conde da Folgosa, António Sardinha, Albino Forjaz de Sampaio, João Lúcio de Azevedo e outras personalidades.

## Obras Publicadas
- CASTRO E SOLA, Conde de & LIMA, Henrique de C. Ferreira: Revista de EX-LIBRIS Portugueses, A. J. Tavares, I a VI Vol., Porto 1916 — 1927